# La hija del terrorista
La hija del terrorista es una novela del género policial clásico escrita por Lawrence L. Lynch. Esta novela presenta una narración lineal con breves traslaciones temporales al pasado y con mínimas líneas secundarias paralelas (por ejemplo, hacia el final, parte de la historia se traslada al Haymarket de Chicago y se menciona un incidente como el de la revuelta de Haymarket, aunque no coinciden las fechas entre el hecho histórico y el ficcional). Fue publicada originalmente en 1891 por Laird & Lee, en Chicago, EE. UU. El título original en inglés es "Moina or against the mighty" (Moina, o Contra el poder). La versión en castellano, cuyo título sui géneris es "La hija del terrorista", es una traducción de Vicente María de Gibert, impresa por Sopena en Barcelona, en 1930, para la colección Biblioteca de Grandes Novelas.

## Argumento
La historia principal transcurre en Nueva York, hacia 1889, en el marco de las crecientes tensiones sociales y políticas entre la clase obrera estadounidense y los magnates del capital como J. P. Morgan, W. R. Hearst, C. Vanderbilt o J. D. Rockefeller. En este contexto, una organización que se disimula entre socialistas y anarquistas, con sede en Londres, planea chantajes y atentados contra los dueños del capital en diversas partes del mundo de acuerdo con una "lista negra". Estos, a su vez, se han organizado en una sociedad secreta para defenderse, pero también para romper las huelgas y someter a los trabajadores. En el medio de esta guerra no declarada, en donde también recrudecen las traiciones entre los revolucionarios, un detective privado acepta el caso de una señora que busca a un hombre desaparecido, su amor prohibido de la infancia.

## Personajes
Entre paréntesis se encuentran los nombres tal como aparecen en inglés en el original.
- Elías Lord (Elias Lord). Banquero de Nueva York, presidente de la organización llamada U. P. de R.
- Miles La Croix. Artista bohemio de 70 años, padre de Moina. Es viudo y reside en el distrito de Belgravia, Londres. Es un idealista.
- Moina La Croix. Bella joven de unos 18 años, hija de Miles. Recientemente recibió una herencia de una tía (por parte de su madre). Con su padre se trasladan a Nueva York por encargo de cierta sociedad secreta.
- Sra. Ralston (Mrs. Ralston). Prima de Claire Keith, la difunta esposa de Elías Lord.
- Magdalena Payne (Madeline Payne). Ahijada de la señora Ralston. Es hija del famoso detective privado Lionel Payne, ya fallecido (personaje de otras novelas de la autora). Tiene 24 años y asume parte de la investigación del misterio que se cuenta en la novela.
- Julio Passauf (Jules Passauf) y Rufo Crashaw (Rufus Crashaw). Miembros de la "Causa" enviados de Londres a Nueva York. Crashaw es hermano de un poderoso industrial inglés. Usa el pseudónimo de Croizon (Craizon).
- Sr. Sharlaw (Mr. Sharlan). Jefe de la "Causa". Reside en Londres.
- Sr. Dissett (Mr. Dassett). Secretario de Sharlaw. Su hermano Sergio Ivanowitch (Serge Ivannovitch) murió en las minas de Kara, Rusia, por la traición de un espía inglés.
- Renato Savorín (Rene Savareis). Joven bohemio e idealista, adscripto a la "Causa" por La Croix. Tiene 20 años, es alto, bello y es gran orador.
- Capitán Hardin. Capitán del barco Caliope, que hace el servicio Londres-New York.
- Rogelio Drexel (Roger Drexel). Joven abogado. Se desempeña como detective privado bajo el nombre de Hurst.
- Clarencio Vaughan (Clarence Vaughan). Médico, amigo de Lord y de la señorita Payne.
- Felipe (Philip) y Oliva (Olive) Girard. Amigos de Lord y de la señorita Payne.
- James Johnson. Nombre falso del asesino del sexagenario Jacobo Traill (Jacob Traill). Se niega a declarar y es ejecutado la mañana del 12 de mayo, llevándose s deus secretos a la tumba.
- Dr. Follingsbee. Abogado de renombre. Es contratado anónimamente para defender a James Johnson.
- Sacha Orloff. Es una princesa rusa de Odesa, esposa del difunto príncipe Vladimir Orloff. Viaja haciéndose pasar por dama de compañía de una extraña señora mayor. Sacha es amiga de Basilio Petrolowski (Basil Petralowski).
- Kenneth Hosmer. Amigo de Rogelio Drexel y miembro socialista. Usa el pseudónimo de Cully.
- Bologsy, J. A. Bologsy y Raúl Bologsy (Roual Bollossy). Son tres hermanos informantes de Hurst en Europa.
- Frank Price y Billy Jarvis. Jóvenes empleados en una florería, propiedad de la señora J. M. Jones.
- Johnny Deegan. Niño lustrabotas.
- Hans Kressler. Niño, amigo de Deegan.
- Capitán B. Jefe de policía.
- Bates y O'Brien. Oficiales de policía.
- Asa Norton (Norton "el desmedrado") y Toole. Agentes de Hurst.
- Cristián Olim (Christian Ohm). Dueño de la taberna a la que concurren obreros y miembros de la "Causa".
- Hovey y Martina. Empleados de la casa de Lord.
- Margarita. Empleada de la casa de La Croix.
- Fraulein Minna. Empleada de la princesa Orloff.
- Dr. Lugos (Lugas). Médico de origen ruso o polaco, desaparecido en París, vinculado a la "Causa".
- Fernando Makofski (Fernand Makofski). Refugiado político procedente de Irkutsk. Excapitán del ejército del zar, acusado de haber participado del asesinato del zar Alejandro II en marzo de 1881. Escapó de Siberia, luego de estar ocho años preso.
- José Parker (Joseph Parker). Obrero. Hace los trabajos delictivos para los círculos superiores de la "Causa".
- Tansig "la araña" (Tausig). Judío miembro de la "Causa", encargado de ejecutar los delitos.
- Katrien (Katherine). Compañera de Tansig.

## Temas
Uno de los temas que toca esta novela es el conflicto de clases sociales entre obreros y capitalistas, en una época en que no estaba consagrado el derecho de huelga ni estaban legalizados los sindicatos. A este respecto, el juicio de la autora no simpatiza en nada con la causa socialista; desde un primer momento defiende la posición de los capitalistas, colocándolos como víctimas del lumpemproletariado. También es evidente el desdén de la autora por los inmigrantes que llegan a EE. UU. desde toda Europa. Otro tema que recorre la novela es la corrupción de la lucha socialista por parte de organizaciones criminales que la usan para obtener beneficios privados. Finalmente, deben reconocerse los intentos de la autora por dar un rol protagónico a los personajes femeninos, aunque sea de forma naïve.